# Trident (míssil)

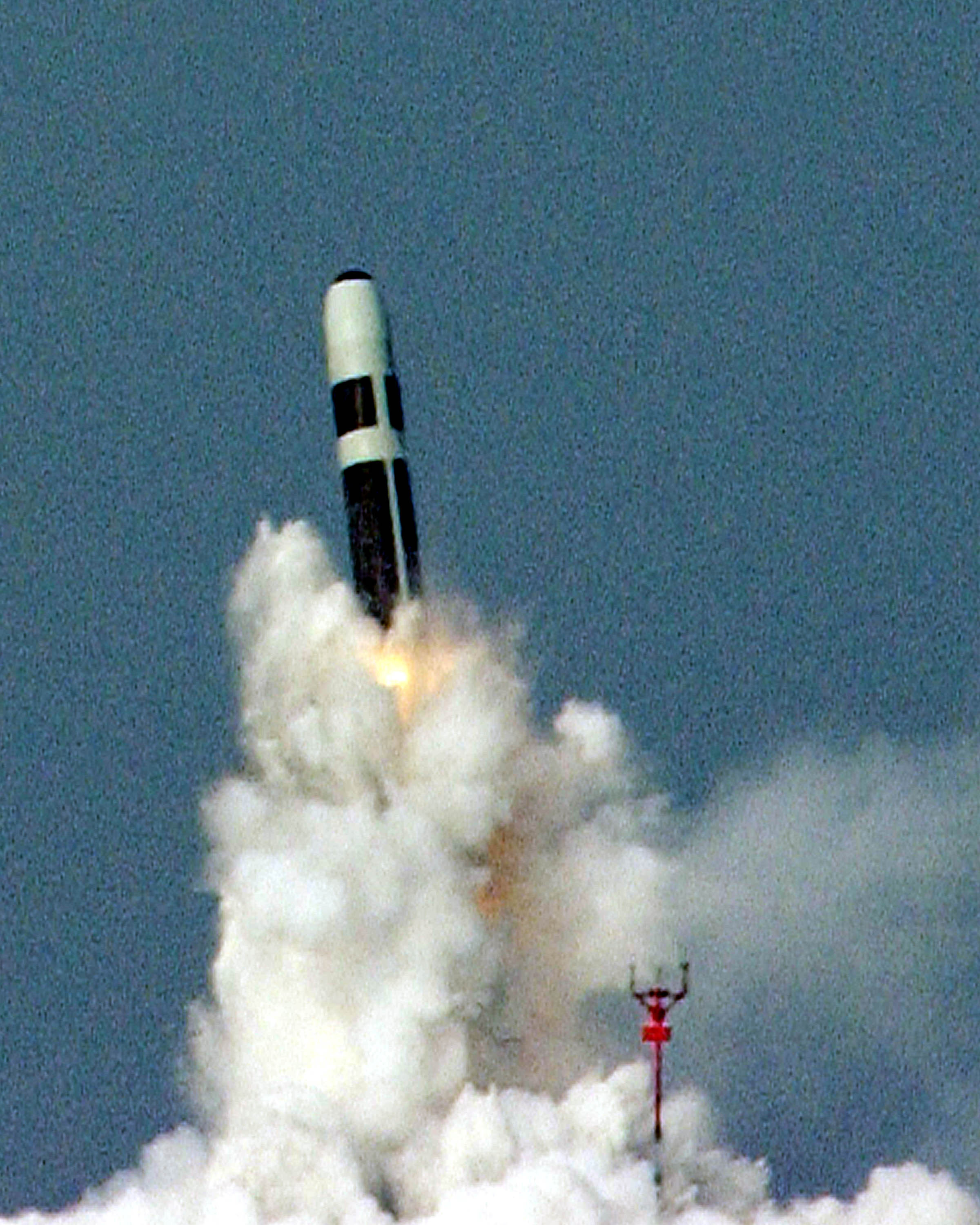
Um míssil Trident rompendo a superfície do mar num lançamento.

O Trident ou Tridente, é um SLBM, projetado e desenvolvido pela Lockheed Martin Space Systems e operado pelas marinhas dos Estados Unidos e do Reino Unido.
O Trident I (designado C4) começou a ser usado em 1979 e saiu de serviço em 2005.
O Trident II, teve o seu desenvolvimento aprovado em Março de 1982.